# 博卡詹
博卡詹（Bokajan），是印度阿萨姆邦Karbi Anglong县的一个城镇。总人口14938（2001年）。

## 人口
该地2001年总人口14938人，其中男性8373人，女性6565人；0—6岁人口1793人，其中男956人，女837人；识字率74.32%，其中男性为79.58%，女性为67.62%。